# Hungarian Ladies Open 2018 - Qualificazioni singolare
Le qualificazioni del singolare dell'Hungarian Ladies Open 2018 sono state un torneo di tennis preliminare per accedere alla fase finale della manifestazione. Le vincitrici dell'ultimo turno sono entrate di diritto nel tabellone principale. In caso di ritiro di una o più giocatrici aventi diritto, a queste sono subentrate le lucky loser, ossia le giocatrici che hanno perso nell'ultimo turno ma che avevano una classifica più alta rispetto alle altre partecipanti che avevano comunque perso nel turno finale.

## Teste di serie
1. Denisa Allertová (primo turno)
2. Jana Čepelová (qualificata)
3. Viktória Kužmová (ultimo turno, Lucky Loser)
4. Naomi Broady (primo turno)
5. Vera Lapko (ultimo turno)
6. Anna Karolína Schmiedlová (primo turno)

1. Han Xinyun (primo turno)
2. Arina Rodionova (qualificata)
3. Viktoriya Tomova (primo turno)
4. Magdalena Fręch (qualificata)
5. Anna Kalinskaya (primo turno)
6. Patty Schnyder (ultimo turno)

## Qualificate
1. Magdalena Fręch
2. Jana Čepelová
3. Ysaline Bonaventure

1. Georgina García Pérez
2. Roberta Vinci
3. Arina Rodionova

### Lucky loser
1. Viktória Kužmová

## Tabellone

### Legenda
| - Q = Qualificato - WC = Wild card - LL = Lucky loser | - ALT = Alternate - SE = Special Exempt - PR = Protected Ranking | - w/o = Walkover - r = Ritirato - d = Squalificato |

### Sezione 1
|  | Primo turno | Primo turno      | Primo turno      | Primo turno | Primo turno |  |  | Ultimo turno | Ultimo turno    | Ultimo turno    | Ultimo turno | Ultimo turno |  |
|  |             |                  |                  |             |             |  |  |              |                 |                 |              |              |  |
|  | 1           | Denisa Allertová | Denisa Allertová | 4           | 5           |  |  |              |                 |                 |              |              |  |
|  |             | Anna Blinkova    | Anna Blinkova    | 6           | 7           |  |  |              | Anna Blinkova   | Anna Blinkova   | 4            | 1            |  |
|  |             | Çağla Büyükakçay | 2                | 6           | 5           |  |  | 10           | Magdalena Fręch | Magdalena Fręch | 6            | 6            |  |
|  | 10          | Magdalena Fręch  | 6                | 4           | 7           |  |  |              |                 |                 |              |              |  |

### Sezione 2
|  | Primo turno | Primo turno      | Primo turno      | Primo turno | Primo turno |  |  | Ultimo turno | Ultimo turno     | Ultimo turno     | Ultimo turno | Ultimo turno |  |
|  |             |                  |                  |             |             |  |  |              |                  |                  |              |              |  |
|  | 2           | Jana Čepelová    | 7                | 4           | 7           |  |  |              |                  |                  |              |              |  |
|  | WC          | Dalma Gálfi      | 64               | 6           | 63          |  |  | 2            | Jana Čepelová    | Jana Čepelová    | 6            | 7            |  |
|  |             | Tamara Korpatsch | Tamara Korpatsch | 6           | 6           |  |  |              | Tamara Korpatsch | Tamara Korpatsch | 2            | 64           |  |
|  | 9           | Viktoriya Tomova | Viktoriya Tomova | 4           | 3           |  |  |              |                  |                  |              |              |  |

### Sezione 3
|  | Primo turno | Primo turno         | Primo turno         | Primo turno | Primo turno |  |  | Ultimo turno | Ultimo turno        | Ultimo turno | Ultimo turno | Ultimo turno |  |
|  |             |                     |                     |             |             |  |  |              |                     |              |              |              |  |
|  | 3           | Viktória Kužmová    | Viktória Kužmová    | 7           | 6           |  |  |              |                     |              |              |              |  |
|  | WC          | Anna Bondár         | Anna Bondár         | 65          | 1           |  |  | 3            | Viktória Kužmová    | 7            | 64           | 3            |  |
|  |             | Ysaline Bonaventure | Ysaline Bonaventure | 7           | 6           |  |  |              | Ysaline Bonaventure | 68           | 7            | 6            |  |
|  | 7           | Han Xinyun          | Han Xinyun          | 64          | 0           |  |  |              |                     |              |              |              |  |

### Sezione 4
|  | Primo turno | Primo turno           | Primo turno | Primo turno | Primo turno |  |  | Ultimo turno | Ultimo turno          | Ultimo turno | Ultimo turno | Ultimo turno |  |
|  |             |                       |             |             |             |  |  |              |                       |              |              |              |  |
|  | 4           | Naomi Broady          | 6           | 5           | 3           |  |  |              |                       |              |              |              |  |
|  |             | Georgina García Pérez | 3           | 7           | 6           |  |  |              | Georgina García Pérez | 5            | 6            | 6            |  |
|  | WC          | Kaja Juvan            | 69          | 6           | 3           |  |  | 12           | Patty Schnyder        | 7            | 3            | 2            |  |
|  | 12          | Patty Schnyder        | 7           | 4           | 6           |  |  |              |                       |              |              |              |  |

### Sezione 5
|  | Primo turno | Primo turno     | Primo turno | Primo turno | Primo turno |  |  | Ultimo turno | Ultimo turno  | Ultimo turno | Ultimo turno | Ultimo turno |  |
|  |             |                 |             |             |             |  |  |              |               |              |              |              |  |
|  | 5           | Vera Lapko      | 6           | 4           | 6           |  |  |              |               |              |              |              |  |
|  |             | Lesley Kerkhove | 2           | 6           | 3           |  |  | 5            | Vera Lapko    | 1            | 7            | 3            |  |
|  |             | Roberta Vinci   | 3           | 6           | 7           |  |  |              | Roberta Vinci | 6            | 6            | 6            |  |
|  | 11          | Anna Kalinskaya | 6           | 4           | 63          |  |  |              |               |              |              |              |  |

### Sezione 6
|  | Primo turno | Primo turno               | Primo turno               | Primo turno | Primo turno |  |  | Ultimo turno | Ultimo turno    | Ultimo turno    | Ultimo turno | Ultimo turno |  |
|  |             |                           |                           |             |             |  |  |              |                 |                 |              |              |  |
|  | 6           | Anna Karolína Schmiedlová | Anna Karolína Schmiedlová | 2           | 2           |  |  |              |                 |                 |              |              |  |
|  |             | Jasmine Paolini           | Jasmine Paolini           | 6           | 6           |  |  |              | Jasmine Paolini | Jasmine Paolini | 2            | 1            |  |
|  | WC          | Sofya Lansere             | Sofya Lansere             | 0           | 2           |  |  | 8            | Arina Rodionova | Arina Rodionova | 6            | 6            |  |
|  | 8           | Arina Rodionova           | Arina Rodionova           | 6           | 6           |  |  |              |                 |                 |              |              |  |